# André Cheftel
André Cheftel, né au Val-Saint-Père le 21 septembre 1901 et mort le 16 octobre 1980 à Avranches, est un architecte français.

## Biographie
Petit-fils de l'architecte Théophile Cheftel et fils de l'architecte Jules Cheftel, élève de Georges-Robert Lefort à l'école des beaux-arts de Paris, il expose au Salon des artistes français depuis 1926 et y obtient cette année-là une mention honorable. 
En 1925, il conçoit les plans de la chapelle de Institut Notre-Dame, et au milieu des années 1930, agrandit l'église de Carolles.
Après la Seconde Guerre mondiale, il travaille activement à la reconstruction d'Avranches.